# Emirates NBD
 (janvier 2018).
Si vous disposez d'ouvrages ou d'articles de référence ou si vous connaissez des sites web de qualité traitant du thème abordé ici, merci de compléter l'article en donnant les références utiles à sa vérifiabilité et en les liant à la section « Notes et références ».
Emirates NBD est une banque émiratie basée à Dubai. Elle est aujourd'hui l'une des plus grandes du Moyen-Orient.

## Histoire
En mai 2018, Emirates NBD annonce l'acquisition de Denizbank, une banque turque ayant plus de 700 agences et qui était détenue par Sberbank, pour 3,2 milliards de dollars.